# Pálenica (1654 m)

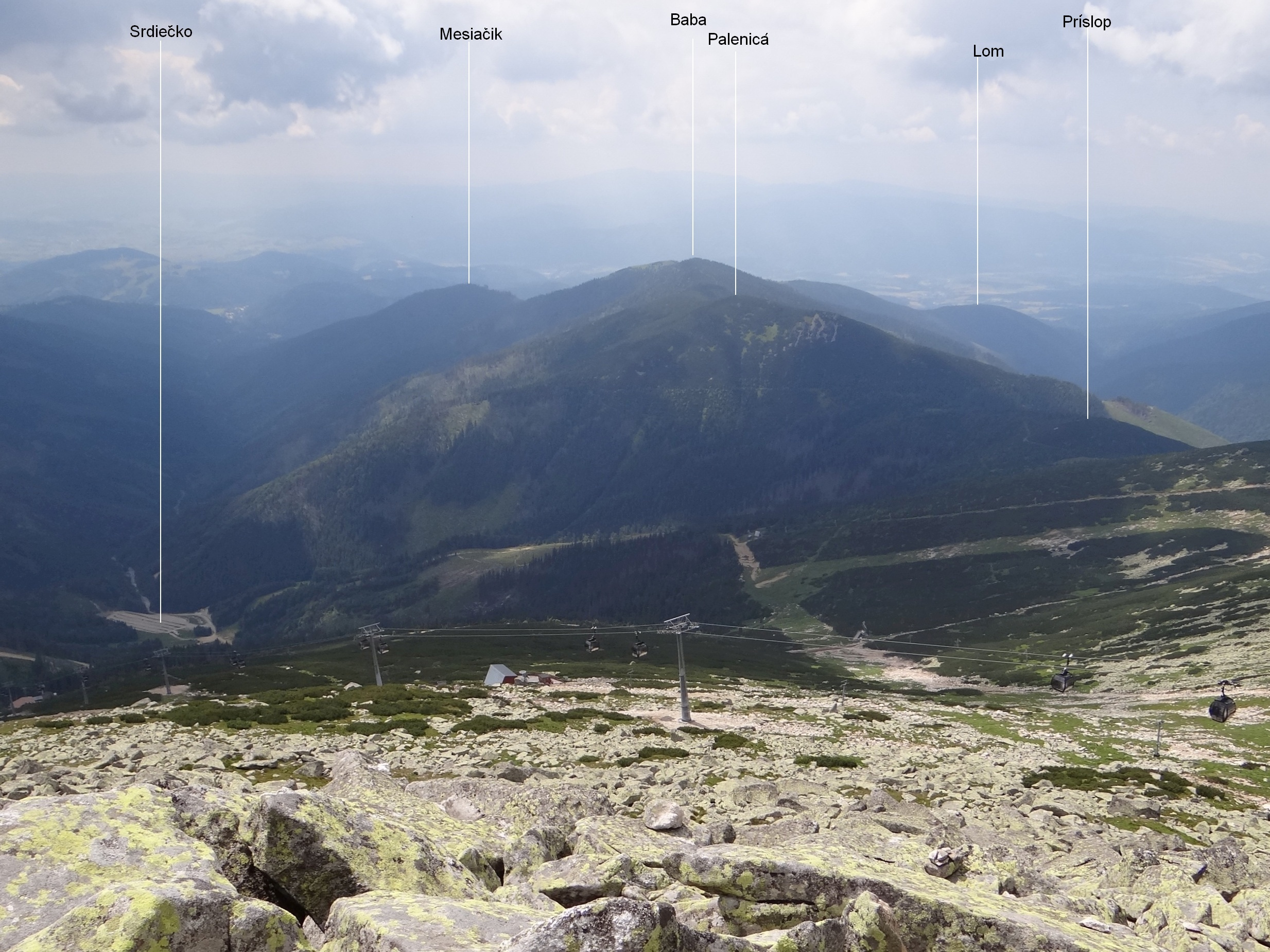

Pálenica (1654 m) – szczyt w Niżnych Tatrach, na Słowacji.

## Położenie
Leży w zachodniej części Niżnych Tatr, w bocznym grzbiecie oddzielającym się w kierunku południowym od głównego grzbietu niżnotatrzańskiego w szczycie Dereszów, ok. 2,5 km od tych ostatnich. Grzbiet ten rozdziela górne fragmenty Doliny Bystrej (na wschodzie) i Doliny Vajskovskiej (na zachodzie).

## Geologia i morfologia
Masyw Pálenicy budują skały metamorficzne, przeważnie gnejsy. Stoki masywu są strome i dość znacznie rozczłonkowane dolinkami potoków, opadających ku obu wymienionym dolinom. Grzbiet ku północy opada wyraźnie ku bezimiennej przełączce (ok. 1475 m), a za nią przez kopę zwaną Przysłopem (słow. Príslop, 1557 m) na przełęcz Przysłop (1518 m). Grzbiet ku południowi obniża się bardzo łagodnie na szczyt Baba (1617 m). W masywie Pálenicy wielu miejscach na powierzchni widoczne są większe utwory skalne w postaci ścianek, żeber i progów skalnych.

## Przyroda ożywiona
Szczytowe fragmenty grzbietu Pálenicy porastają rozległe łany kosodrzewiny. Na północno-zachodnich zboczach, nieco poniżej szlaku turystycznego, zachował się duży fragment lasu limbowego – jedyny tej wielkości w Niżnych Tatrach.
Cały masyw Pálenicy leży na terenie Parku Narodowego Niżne Tatry.

## Turystyka
Grzbietem przez szczyt biegną żółte znaki szlaku turystycznego z ośrodka Tále przez Babę na Deresze. Szlak nie jest nadmiernie uczęszczany. Nieco ograniczona panorama ze szczytu Pálenicy w kierunku północnym obejmuje fragment głównego grzbietu Niżnych Tatr z ich najwyższymi szczytami, a widok w kierunku północno-zachodnim obejmuje imponujący kocioł, stanowiący zamknięcie Doliny Vajskovskiej.
 rozdroże Stupka – Mesiačik – Baba – Pálenica – Príslop – sedlo Príslop – Dereše. Czas przejścia: 5.05 h, ↓ 3.40 h